# Ferhat Kaplan
Ferhat Kaplan (sinh 7 tháng 1 năm 1989 ở İzmir, Thổ Nhĩ Kỳ) là một cầu thủ bóng đá Thổ Nhĩ Kỳ, hiện tại đang thi đấu ở vị trí thủ môn cho Antalyaspor.

## Sự nghiệp
Kaplan bắt đầu sự nghiệp tại trường bóng đá Metaspor năm 2000. Anh được chuyển đến Dardanelspor năm 2005, và chơi bóng từ đó đến nay.
Kaplan cũng là cầu thủ trẻ quốc gia.